# Philippe Kahn

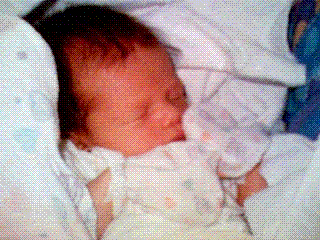
A primeira imagem capturada por um dispositivo móvel e posteriormente compartilhada em meios sociais na internet.

Philippe Kahn (16 de março de 1952 em Paris, França) é um engenheiro de software e empresário do ramo de tecnologias inovadoras, é creditado como a primeira pessoa a desenvolver câmera fotográfica em um aparelho de telefonia móvel, além de compartilhar essa foto instantaneamente em uma rede social. Transmitiu pela primeira vez na história uma imagem de um dispositivo móvel para a internet, na ocasião, o nascimento de sua filha em 11 de junho de 1997. Kahn também foi o pioneiro em tecnologia IP renováveis. Kahn fundou quatro empresas de software: a Fullpower Technologies, em 2003, a LightSurf Technologies em 1998 (adquirida pela VeriSign em 2005), a Starfish Software em 1994 (adquirida pela Motorola em 1998), e a Borland, fundada em 1982 (adquirida pela Micro Focus em 2009). Kahn é o detentor de diversas patentes de tecnologia que cobrem, óculos, smartphone, celular, transferências de dados sem fio, sincronização e tecnologias médicas sem fio.

## Infância

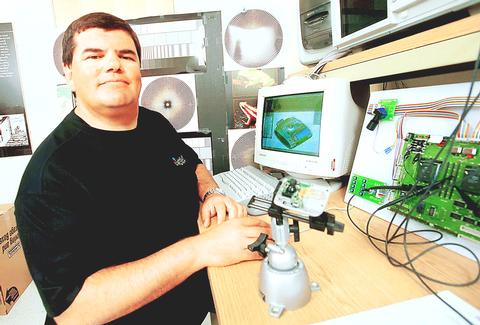
Philippe Kahn durante desenvolvimento do sistema de câmeras para celulares

Cresceu em Paris, França. Descendente de imigrantes judeus, sua mãe era uma sobrevivente de Auschwitz, violinista e tenente da resistência francesa. Seu pai era um engenheiro mecânico autodidata com uma inclinação socialista.
Kahn foi educado em matemática na ETH Zurich, Suíça (Instituto Politécnico Federal Suíço), com bolsa integral e ingressou na Universidade de Nice Sophia Antipolis, França. Recebeu um mestrado em matemática e em musicologia atuando com a flauta clássica no Conservatório de Música de Zurique, na Suíça. Como estudante, Kahn desenvolveu um software para o Micral, o primeiro computador pessoal baseado em um microprocessador. O Micral agora é creditado pelo Computer History Museum como o primeiro computador pessoal baseado em microprocessador.

## Vida pessoal
Kahn é casado com Sonia Lee, que co-fundou a Fullpower Technologies, LightSurf e a Starfish Software, e com quem tem uma filha. Kahn tem outros três filhos de um casamento anterior.
Atuou em defesa dos direitos gays. Sob a direção de Kahn, a Borland se tornou a primeira empresa de software a oferecer benefícios para esse grupo e foi um dos pioneiros dos direitos gays no Vale do Silício. Kahn foi um dos principais oradores na conferência dos direitos dos homossexuais na Apple Campus em 19 de outubro de 1993.

## Carreira
Philippe Kahn trabalhando na primeira câmera telefones
11 junho de 1997, Santa Cruz, CA: Imagem tomada por Philippe Kahn após o nascimento de sua filha.

### Borland (1982-1994) compiladores e ferramentas
Kahn foi CEO da Borland entre 1982 e 1994, quando a Borland era uma concorrente da Microsoft. Na Borland produziu compiladores de linguagem de programação, como o Turbo Pascal. Kahn foi CEO e Presidente da Borland e, sem capital de risco, levou a receita da Borland de zero para cerca de $500 milhões ao ano. Kahn e o conselho da Borland chegaram a um desacordo sobre como focar a empresa e em janeiro de 1995, Kahn foi forçado pela diretoria a demitir-se do cargo de CEO. Quando a Borland foi adquirida pela Micro Focus em 6 de maio de 2009, o jornal San Jose Mercury News informou que Kahn chamou o acordo de "grande ajuste de sinergia para ambas as empresas e um excelente resultado para os funcionários, clientes e acionistas".

### Starfish Software (1994-1998)
A Starfish Software foi fundada em 1994 por Philippe Kahn como um spin-off da unidade de negócios da Borland e após demissão de Kahn da Borland. A visão da Starfish era "sincronização e integração de dispositivos com e sem fio de alcance global", o que se traduziu com a plataforma TrueSync para: "inserir ou editar informações em qualquer lugar no globo, a sincronização é automática em todos os lugares. A Starfish desenvolveu grande parte do núcleo IP para sincronização de dispositivos, especialmente na indústria sem fio. A TrueSync foi o primeiro sistema de sincronização Over-The-Air (OTA). A Starfish foi adquirido com sucesso pela Motorola por US $ 325 milhões em 1998.

### LightSurf Technologies (1997-2005) câmera de telefone
Kahn funda a LightSurf em 1998, pouco depois de ter criado a primeira câmera do telefone com solução para compartilhar fotos instantaneamente nas redes públicas em 1997. O ímpeto para esta invenção foi o nascimento da filha de Kahn; ele estava equipado com um telemóvel com uma câmera digital que enviou fotos em tempo real. A LightSurf foi formada para tirar proveito da convergência explosiva de tecnologia sem fio de mensagens, Internet e mídia digital.
Além disso, as tecnologias de núcleo do LightSurf, atuava com 6 Padrões Abertos de plataformas MMS, que foi um conjunto de serviços hospedados e gerenciados que permitiam aos usuários capturar, visualizar, anotar e compartilhar mensagens multimídia com qualquer aparelho ou endereço de e-mail, independentemente do dispositivo, tipo de arquivo ou operador de rede.
Os produtos da LightSurf incluiram a primeira solução de mensagens com imagem móvel da América do Norte (GSM), a primeira solução de mensagens com imagem móvel em uma rede operadora GPRS, a primeira solução de MMS entre operadoras implantado comercialmente na América do Norte, o maior volume de mensagens de imagem e vídeo em América do Norte e mais de 400 milhões de mensagens de mídia compartilhada em redes.
Em 2005, foi adquirida pela LightSurf VeriSign por US$ 300 milhões. A Syniverse Technologies adquiriu LightSurf da Verisign em 2009.

### Fullpower Technologies (2003-presente)
A Fullpower, fundada em 2003 e voltada para a convergência das ciências da vida, tecnologia sem fio, acelerômetros, nanotecnologia e sistemas microeletromecânicos, é bem conhecido por sua Plataforma Tecnológica MotionX. A Fullpower é líder em tecnologia sem fio. A plataforma de tecnologia e as soluções MotionX como Jawbone UP, Nike e outros. A partir de novembro de 2013, a Fullpower adiquiriu a censeção de 33 patentes nos EUA, abrangendo tecnologia sem fio, fusão de sensores e processadores de movimento.
A Fullpower lançou aplicativos para iPhone como uma vitrine e uma validação da plataforma tecnológica Wearable MotionX. Introduzido pela primeira vez em público com o lançamento do AppStore em julho de 2008, o MotionX fornece a tecnologia subjacente sem fio para os líderes de navegação e academias de aplicativos na App Store.

## Velejamento de esportes
O foco de Kahn sobre o meio ambiente e ao ar livre despertou o interesse em esportes de vela. A equipe de vela de Kahn, Pegasus Racing, concorre em muitos campeonatos mundiais a cada ano em todo o mundo.  Um marinheiro no mar com mais de 10 passagens de trans-Pacífico, Kahn detém o recorde de double handed Transpac de San Francisco para Oahu, Havaí. Conquistas recentes também incluem vencer a Transpacific Yacht Race, corrida de Los Angeles até o Havaí, e estabelecendo o recorde aos 7 dias, 19 horas, batendo o tempo anterior de 10 dias, 4 horas.